# Klokkestablen
Klokkestablen er et mindesmærke på Skamlingsbanken for 83 faldne modstandsfolk, der er opført i årene efter 2. verdenskrig på initiativ af modstandsbevægelsen Region III.
De økonomiske midler blev fremskaffet ved en stor frihedsfest på Skamlingsbanken i 1945. Region III købte derefter 7 tdr. land, der støder op til Højskamling. Arealet omfatter bakkeområdet, hvor det store befrielsesmøde med mere end 100.000 deltagere blev afholdt i sommeren 1945.
Selve klokkestablen består af 5 malmklokker og er lavet af arkitekterne Poul Hauge og Ole Kornerup-Bang og blev indviet 2. maj 1948.
Fire klokker spiller i sommerhalvåret kl. 12, kl. 15 og kl. 18 de første takter af Prins Jørgens March og en stor malmklokke afslutter med bedeslag.
Den største klokke bærer Christian 10.s navnetræk og krone, samt en indskrift forfattet af Region III’s sidste militære leder, daværende kaptajn Aage Højland Christensen.:
| Citat | Landsmænd, lyt til klokkens klang. Stands en stund jer travle gang. Bed med klokkens bedeslag. Husk dens stemme: Aldrig glemme. | Citat |
|       | |       |

Under klokkestablens tag ligger fire mindeplader af ølandssten anbragt i korsform.
Tre af mindepladerne bærer navnene på regionens faldne.
På den fjerde sten læser man tre vers forfattet af Poul Sørensen:
| Citat | En uvejrsapril. En tordenaugust. Skjult krig i civil. Års skimmel og rust. Ny kim under jord. Sejgt forår på vej. Fem jernvintre, hvor april blev til maj. Summen af alt i ufredens år. Danske mænd faldt, Danmark består. | Citat |
|       | |       |

Mindesmærket ejes af en fond, der som sin opgave har at “opretholde mindesmærket på Skamlingsbanken for de i modstandsbevægelsens Region III i kampen mod den tyske besættelsemagt i 1940-1945 faldne kammerater”.
Fonden gennemfører hvert år den 5. maj en mindehøjtidelighed for de faldne modstandsfolk.